# Public Company Accounting Oversight Board

Das Public Company Accounting Oversight Board (PCAOB) ist eine US-amerikanische Non-Profit-Institution zur öffentlichen Überwachung der Abschlussprüfer von Unternehmen von öffentlichem Interesse, insbesondere von an US-amerikanischen Aktienbörsen gelisteten Unternehmen. Das PCAOB dient der Wahrung der Interessen von Öffentlichkeit und Investoren und wurde 2002 eingerichtet. Rechtsgrundlage des PCAOB sind die Sektionen 101–109 des am 30. Juli 2002 durch den Kongress der Vereinigten Staaten verabschiedeten Sarbanes-Oxley Act. Es handelt sich beim PCAOB nicht um eine öffentlich-rechtliche Behörde, sondern um eine privatrechtliche Organisation, die 2019 über eine Personalausstattung von mehr als 800 Mitarbeitern verfügte. Wirtschaftsprüfer, die eine gesetzliche Jahresabschlussprüfung bei einem in den USA börsennotierten Unternehmen durchführen wollen, benötigen neben der Zulassung als Wirtschaftsprüfer durch die Wirtschaftsprüferkammer ihres lokalen US-Bundesstaates eine gesonderte Registrierung bei der PCAOB.
Sitz des PCAOB ist Washington, D.C., wesentliche Teile der Verwaltung sind in New York. Daneben verfügt das PCAOB über Zweigniederlassungen in mehreren US-amerikanischen Großstädten, u. a. in Chicago, Boston, Atlanta, Houston, Los Angeles, Fort Lauderdale und Denver.
Gemeinsam mit der US-amerikanischen Börsenaufsichtsbehörde United States Securities and Exchange Commission (SEC) ist das PCAOB die wichtigste Organisation zur Sicherstellung der Richtigkeit der Veröffentlichungen von in den USA börsennotierten Unternehmen zur Geschäftsentwicklung und zum Jahresabschluss.
Das Budget der Non-Profit-Organisation lag 2019 bei 273,7 Mio. US-Dollar. Die Finanzierung des PCAOB erfolgt durch Pflichtbeiträge der in den USA börsennotierten Unternehmen. Der jährliche Finanzplan des PCAOB bedarf der Genehmigung durch die US-amerikanische Börsenaufsicht.
Vorsitzender des aus fünf Mitgliedern bestehenden Leitungsgremiums des PCAOB ist als Nachfolger von James R. Doty seit seiner Vereidigung am 2. Januar 2018 William D. Duhnke III.